# Ольховка (Камышловский район)
Ольховка — посёлок в Камышловском районе Свердловской области России, входит в состав «Восточного сельского поселения».

## Географическое положение
Посёлок Ольховка муниципального образования «Камышловский муниципальный район» расположена в 16 километрах (по автотрассе в 23 километрах) к востоку-северо-востоку от города Камышлов, в истоках реки Ольховка (правый приток реки Пышма). В окрестности посёлка, в 0,5 километре расположен железнодорожный «о.п. 1973 км» Свердловской железной дороги. В окрестности посёлка расположена система прудов.

## История посёлка
В настоящий момент посёлок входит в состав муниципального образования «Восточное сельское поселение».

## Население
| 2002 | 2010 | 2021 |
| ---- | ---- | ---- |
| 46   | ↘32  | ↘3   |